# آدم جونستون فيرجاسن بلير
آدم جونستون فيرجاسن بلير هو محامي وسياسي كندي، ولد في 4 نوفمبر 1815 في بيرثشاير في المملكة المتحدة، وتوفي في 30 ديسمبر 1867. نشط حزبياً في الحزب الليبرالي الكندي. وقد انتخب عضو مجلس الشيوخ الكندي ‏.